# Premio Patrick Dewaere
El premio Patrick Dewaere es un galardón otorgado anualmente a un joven actor revelación que trabaja para la industria del cine francesa.
El premio comenzó en 2008, como continuación del premio Jean Gabin. Lleva el nombre del actor francés Patrick Dewaere (1947–1982), nombre que reemplazó al de Jean Gabin, vigente desde 1981 a 2006, por problemas con la familia del actor. 
El premio es otorgado por un jurado cada año en París conjuntamente con el premio Romy Schneider.

## Ganadores
| Año  | Recipient(s)      | Nacionalidad |
| ---- | ----------------- | ------------ |
| 2008 | Jocelyn Quivrin   | Francia      |
| 2009 | Louis Garrel      | Francia      |
| 2010 | Tahar Rahim       | Francia      |
| 2011 | Gilles Lellouche  | Francia      |
| 2012 | Joeystarr         | Francia      |
| 2013 | Raphaël Personnaz | Francia      |
| 2014 | Pierre Niney      | Francia      |
| 2015 | Reda Kateb        | Francia      |
| 2016 | Vincent Lacoste   | Francia      |